# Retable de Vallombrosa
Le retable de Vallombrosa  (en italien : Pala di Vallombrosa) est une peinture religieuse commandée au Pérugin. C'est un retable polyptyque dont le panneau central représente une Assomption de la Vierge.

## Histoire
Commandée en 1498 pour le maître-autel de l'abbaye de Vallombrosa située dans le Pratomagno, près de Florence, l'œuvre a été livrée en juillet 1500.
La forme originelle ce retable polyptyque et les péripéties concernant la commande sont rapportées dans la biographie de Biagio Milanesi (1445-1523), abbé de Vallombrosa et général de l'Ordre depuis 1480, écrite par Don Bernardo del Serra au début du XVIe siècle.
À la suite des « suppressions » napoléoniennes de 1805 et après le transfert du retable au Musée du Louvre à Paris, le panneau central a été restitué lors de la Restauration en 1817 et confié à la galerie florentine.
La critique s'est exprimée diversement : Adolfo Venturi estima que la composition manquait d'originalité, Giovanni Battista Cavalcaselle y vit l'influence du jeune Raphaël qui aurait « rajeuni » l'art du maître ; Luisa Becherucci émit l'hypothèse que les figures des saint Benoît, saint Michel et certains anges seraient de la main de Raphaël, alors assistant du maître dans son atelier.
La luminosité et la clarté des teints se rapprochent de celles d'autres créations de la même époque de l'atelier florentin du Pérugin comme La Complainte sur le Christ mort (Galerie Palatine) et La Pietà (Galerie des Offices).

## Description

### Panneau principal: Assomption de la Vierge
Ce panneau mesure (415 × 246 cm), il est signé et daté 1500. Il est conservé à la Galleria dell'Accademia de Florence.
Le schéma est composé de deux registres principaux : un céleste et un terrien avec saints, indépendant du premier et inspiré du prototype de l'Assomption (perdue) de la Chapelle Sixtine et reproduite dans des retables à de nombreuses reprises.
Marie est en ascension dans le ciel dans une mandorle de chérubins, avec des anges disposés symétriquement sur les côtés et apportant leur aide à l'action sacrée : deux anges volant en bas, et quatre anges musiciens immobiles sur des nuages, entourent Marie. La mandorle s'interrompt de manière curieuse sur le bord supérieur de la toile, où débute le haut cintré (centinata) dans laquelle se trouve Dieu le père dans une nimbe dorée, regardé par la Vierge en extase, entouré lui aussi d'anges et chérubins.
À une certaine époque, la mandorle rejoignait le nimbe divin, mais s'agissant d'une retouche, le trait supérieur a été éliminé au cours d'une restauration.
Dans le registre terrien, quatre saints situés dans un doux paysage de collines se perdant dans le lointain, assistent à la scène.
De gauche à droite : Bernardo degli Uberti, Giovanni Gualberto, Benoît de Nursie et l'archange Michel. En arrière-plan, un doux paysage se fond au loin dans un ciel clair, rendant l'espace ample et profond (perspective atmosphérique).
En dessous figure l'inscription : « PETRVS PERVSINVS PINXIT AD MCCCCC » datant et signant l'œuvre.

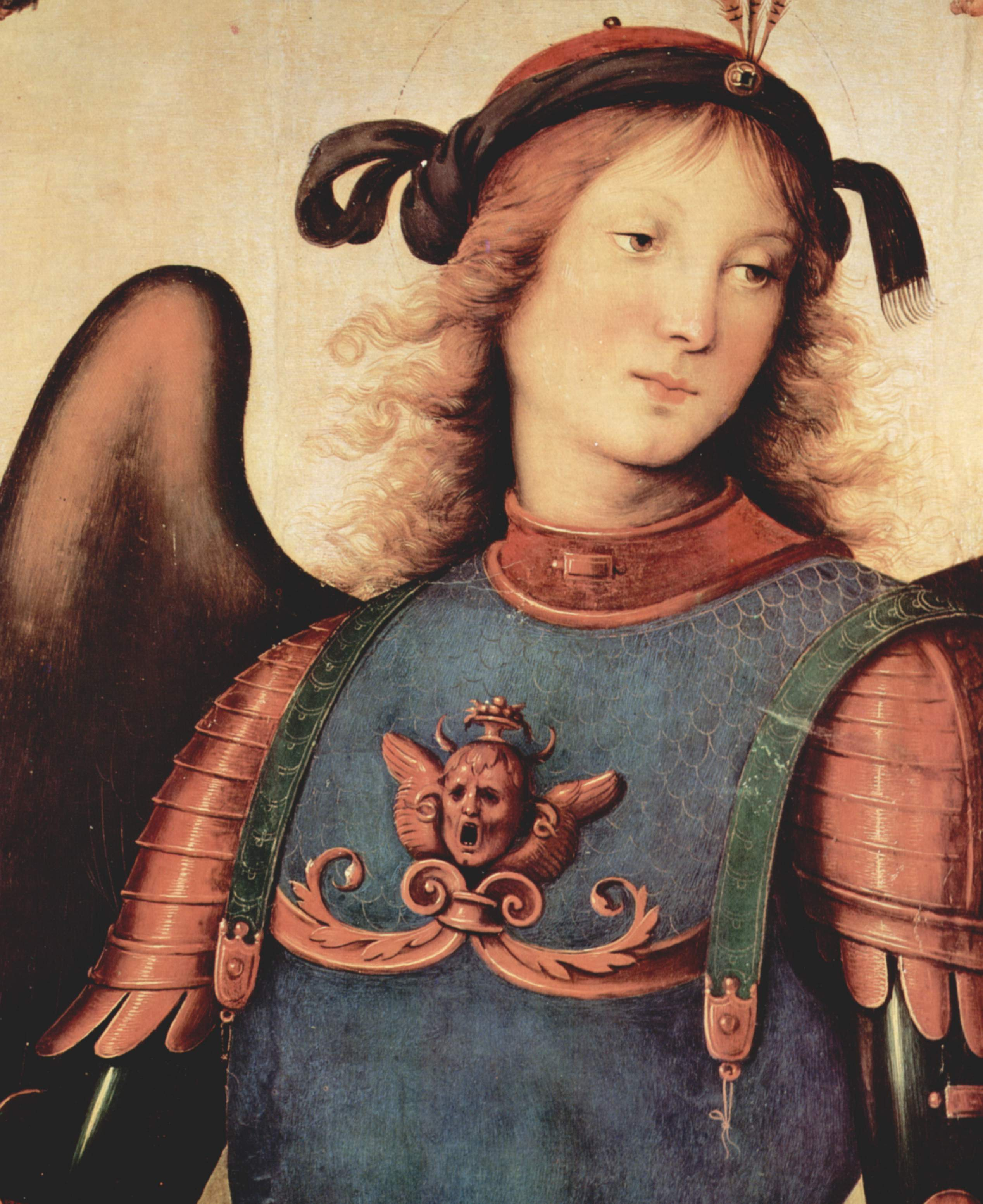
Détail : Saint Michel.
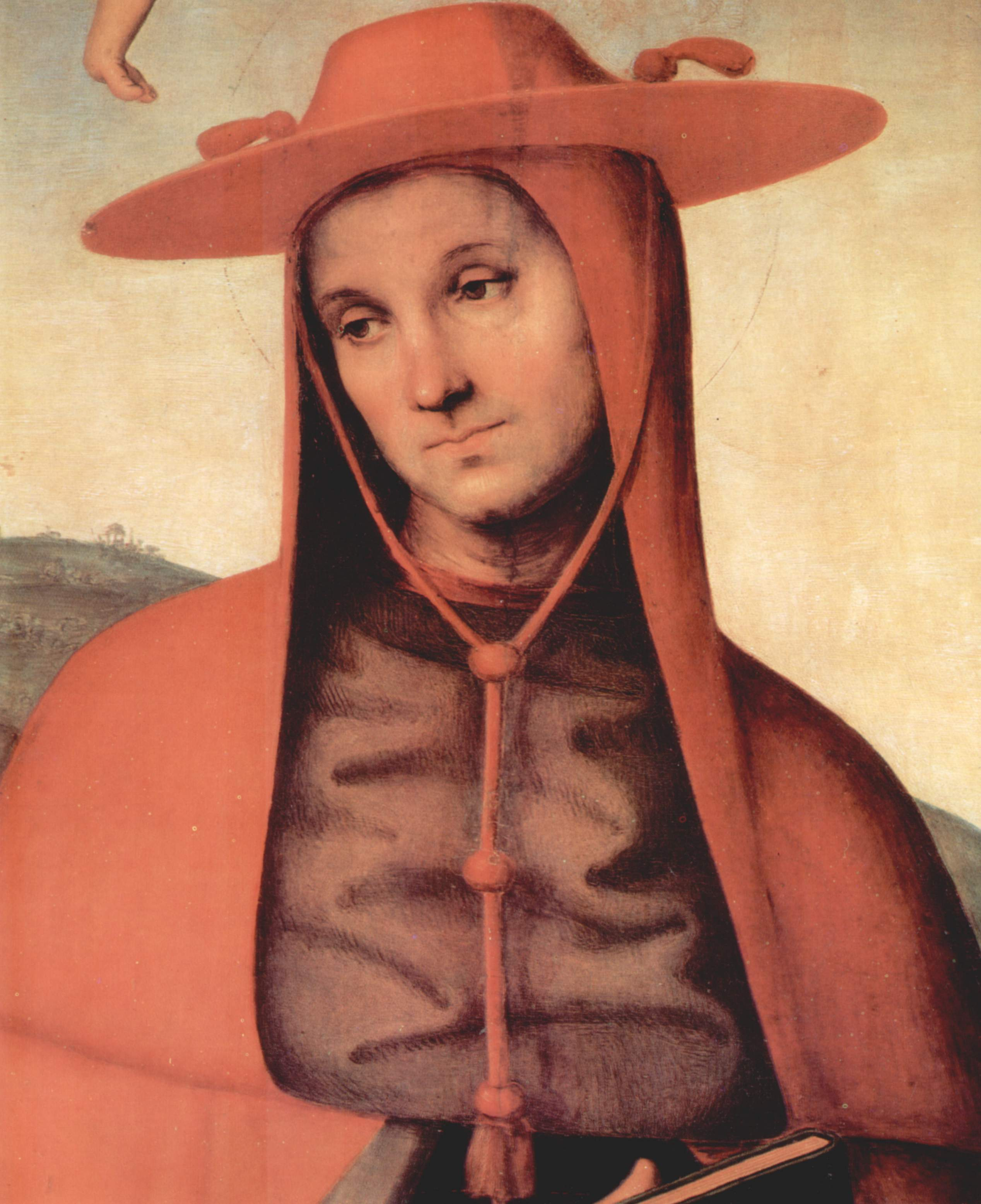
Détail : Bernardo degli Uberti.

### Panneaux latéraux
Ce retable est aujourd'hui dispersé. Deux panneaux latéraux attribués à Andrea del Sarto se trouvent au Musée des Offices de Florence (taille : 184 × 186 cm). Ils faisaient partie du retable jusqu'en 1810 :
- Panneau gauche : Saint Michel archange et Saint Jean Gualbert
- Panneau droit : Saint Jean Baptiste et Saint Bernard degli Uberti

Panneaux latéraux d'Andrea del Sarto.
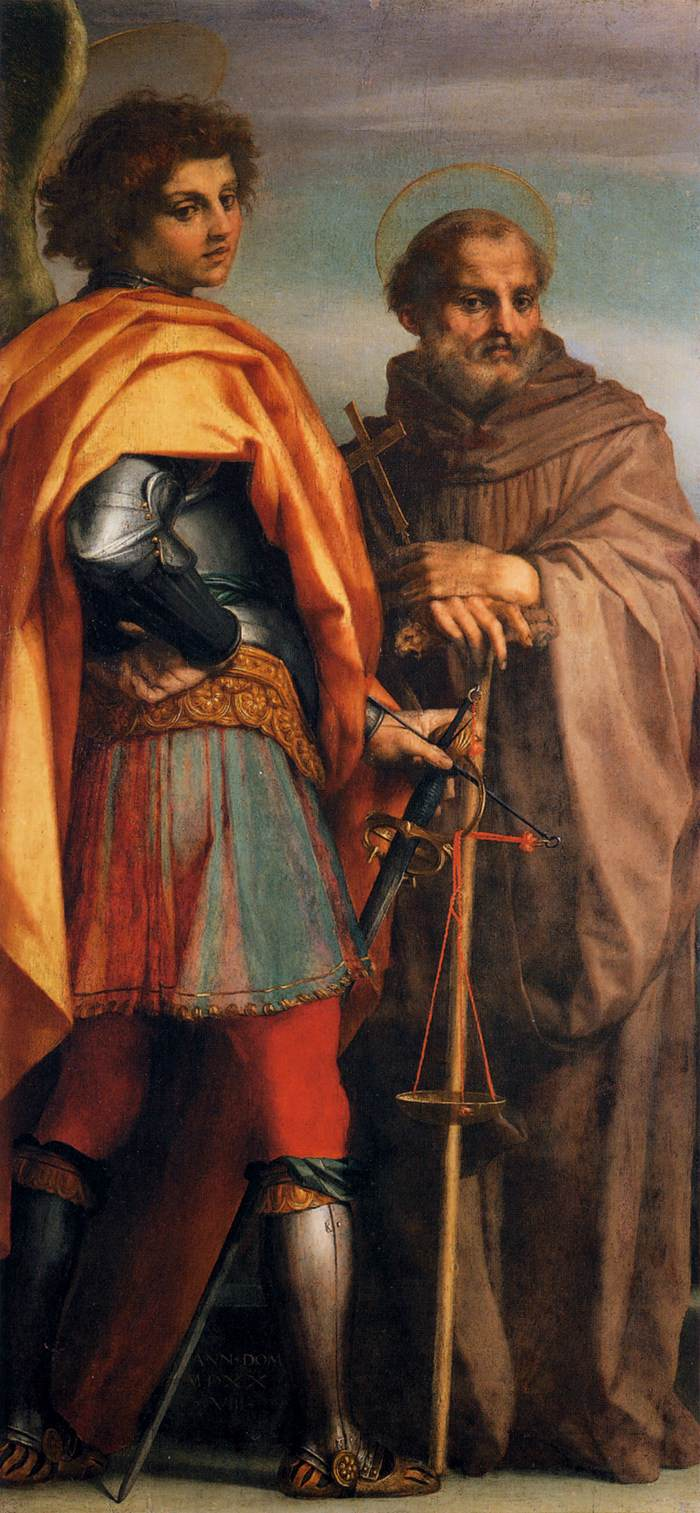
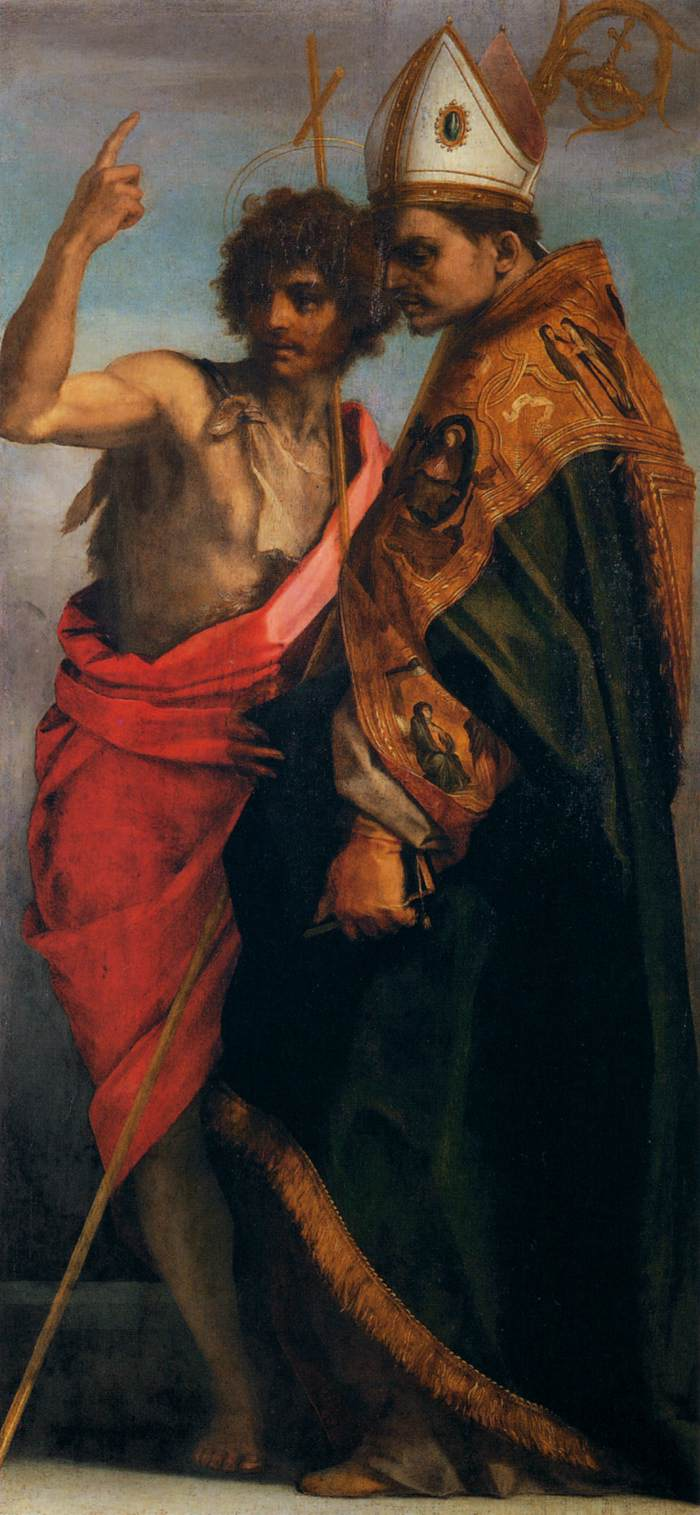

### Prédelle
Le retable était doté à l'origine d'une prédelle dont on ne connaît que les deux panneaux les plus extérieurs, les portraits de Biagio Milanesi et du moine Baldassarre (28,5 × 26,5 cm).

Portraits de Baldassarre Vallombrosano et de Biagio Milanesi.
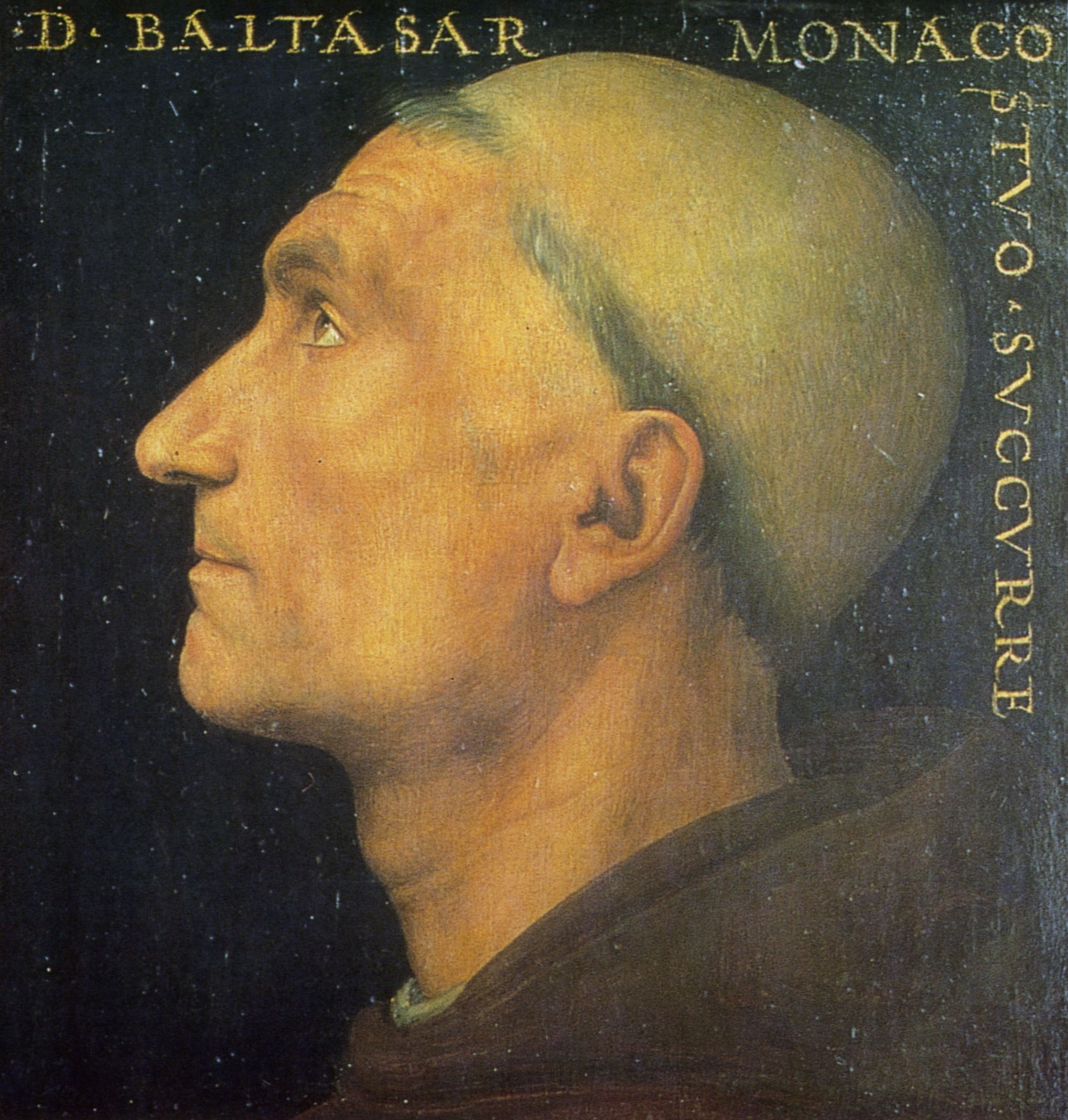
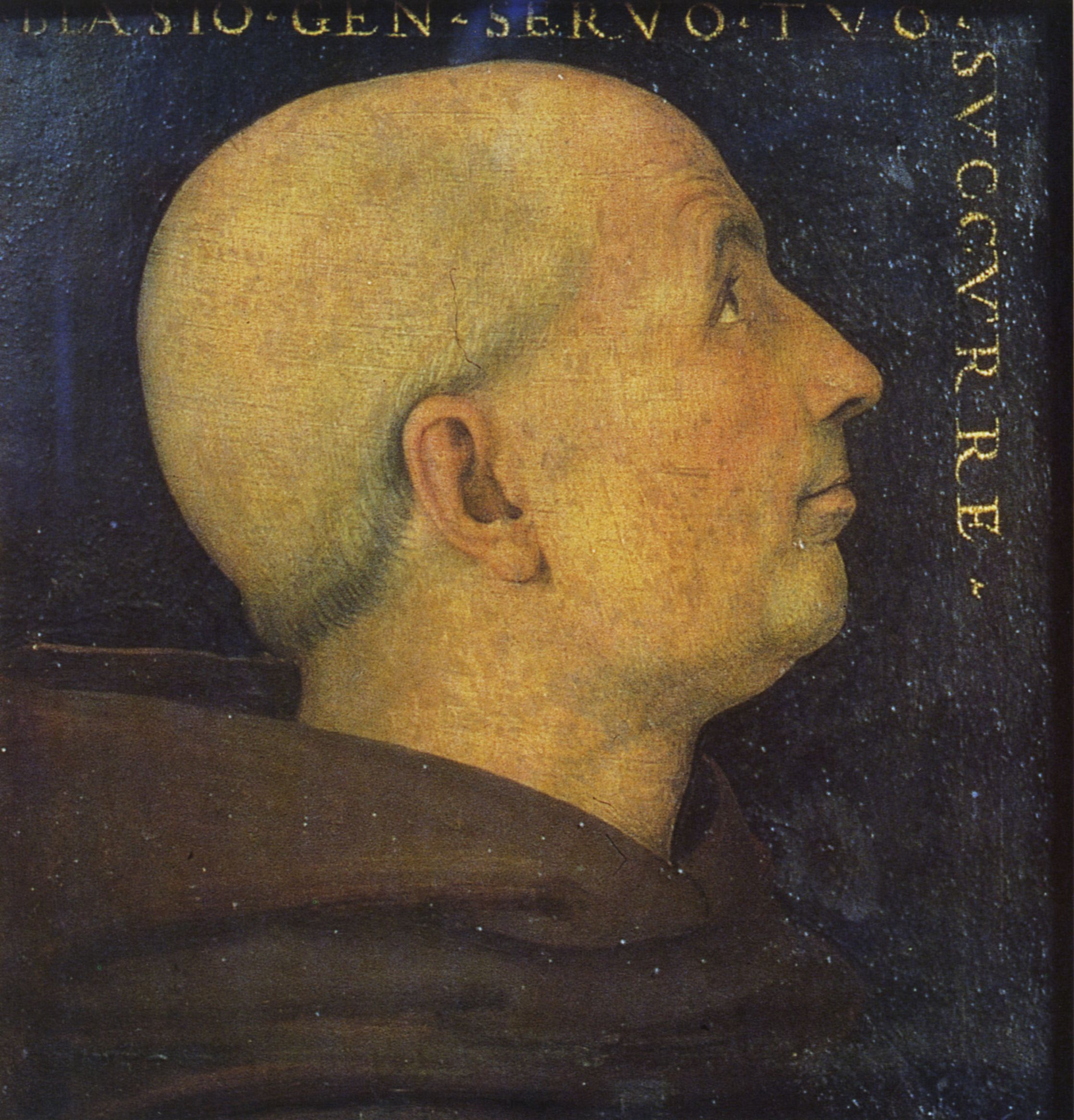

## Analyse du panneau central
L'œuvre illustre deux thèmes de l'iconographie chrétienne : 
- celui de la Vierge en gloire, soit la Vierge marie dans les cieux, entourée d'anges et regardée depuis le registre terrestre par des figures saintes.
- celui de Dieu le Père bénissant parmi les anges, couronnant le tout.

Ce schéma eut, comme prototype, l'œuvre perdue de L'Assomption de la Chapelle Sixtine, abondamment reproduite par l'artiste comme dans l' Ascension du Christ en présence de la Vierge et des apôtres datant des mêmes années, ainsi que dans le retable de Sansepolcro (1510 environ).
Le Pérugin a recours avec brio à ce schéma fortement équilibré, basé sur la symétrie. Les sentiments sont à peine suggérés, les couleurs sont vives mais délicates elles se fondent les unes dans les autres. Une attention particulière est accordée aux éléments décoratifs.
Le dessin est clair et net, les lignes liantes, la composition sereine et plaisante. Les figures possèdent une idéalisation parfaite. Elles ne sont pas issues de l'étude du naturel mais plutôt de l'esthétique classique qui a été à la base des développements artistiques du XVIe siècle.

## Sources
- (it) Cet article est partiellement ou en totalité issu de l’article de Wikipédia en italien intitulé « Pala di Vallombrosa » (voir la liste des auteurs).